# Perlohmannia zachvatkini
Perlohmannia zachvatkini är en kvalsterart som först beskrevs av Bulanova-Zachvatkina 1960.  Perlohmannia zachvatkini ingår i släktet Perlohmannia och familjen Perlohmaniidae. Inga underarter finns listade i Catalogue of Life.